# Aristolochia embergeri
Aristolochia embergeri är en piprankeväxtart som beskrevs av Nozeran & N. Halle. Aristolochia embergeri ingår i släktet piprankor, och familjen piprankeväxter. Inga underarter finns listade i Catalogue of Life.